# Opere di Enea Salmeggia
Segue un elenco delle opere di Enea Salmeggia detto il Talpino.
Tra le molte sue opere vi sono:

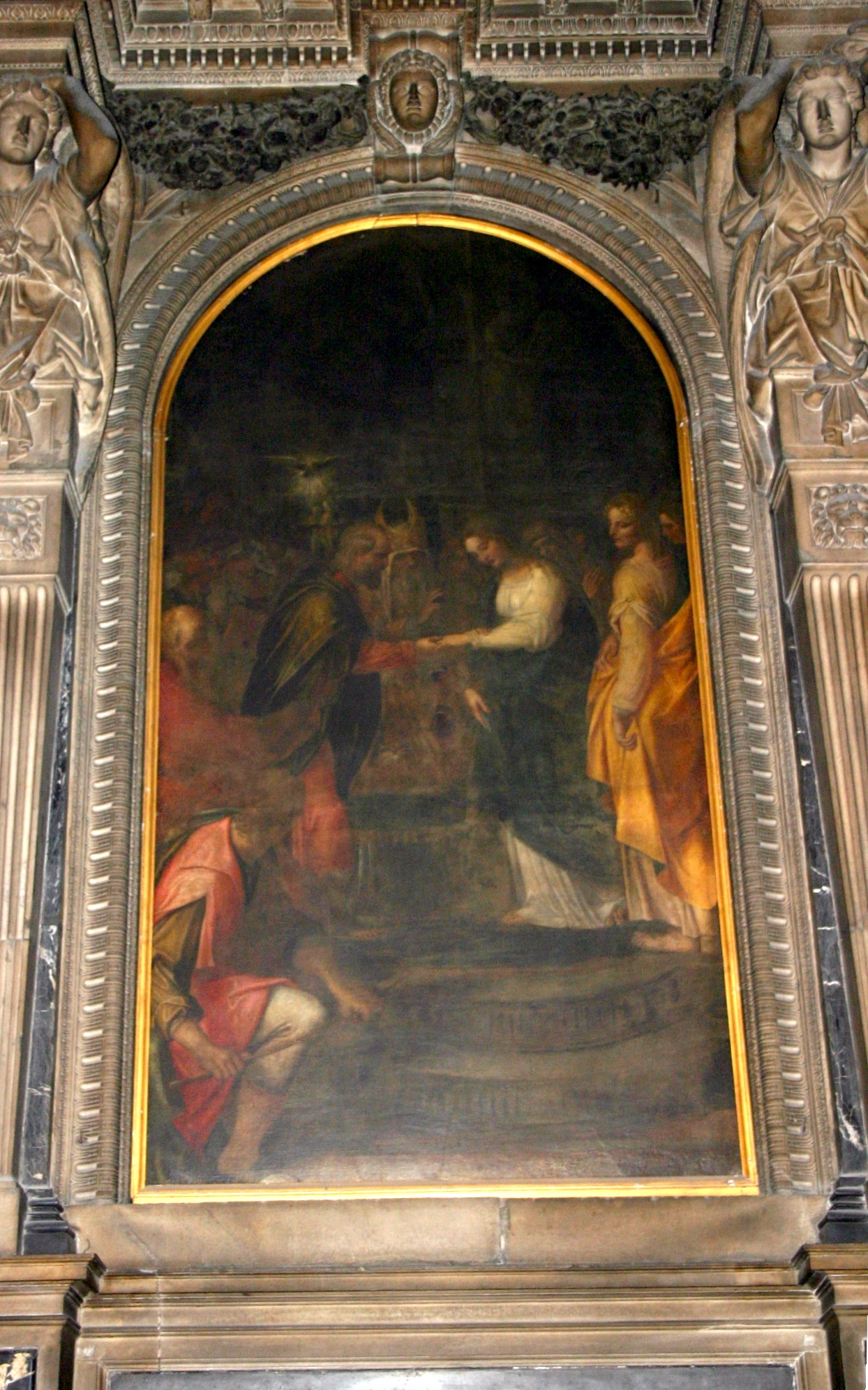
Duomo di Milano - Enea Salmeggia, Sposalizio della Vergine - Foto Giovanni Dall'Orto

- Pietà con i santi Rocco e Sebastiano 1589, olio su tela, 214x150, chiesa di San Rocco, Riva di Solto
- Madonna del Latte 1590, olio su tela, 150x110, chiesa di San Lazzaro, a Bergamo
- Adorazione dei Magi 1595, olio su tela, 400x325, basilica di Santa Maria Maggiore, a Bergamo
- Battesimo di Gesù, 1598, olio su tela (255x1809), chiesa di San Pietro, a Parre
- Annunciazione, 1596, 250x150, certosa di Garegnano, Milano
- Madonna in gloria tra i santi Pietro, Alessandro, Alberto Carmelitano e santo vescovo, 1596, 390,5×264,5, ex convento di Santa Maria della Ripa, Albino
- San Rocco con i santi Sebastiano, Antonio e Cristoforo, 1597, 230x140, chiesa di Santa Maria Assunta Vallalta frazione di Albino
- Sposalizio della Vergine 1597-1601, 250x150, duomo di Milano
- San Francesco istituisce l'Ordine dei Terziari francescani, 1598, 360x270, Santuario della Beata Vergine della Fiamma, Martinengo
- Deposizione dalla croce, 1602, Pinacoteca di Brera, Milano
- Madonna in gloria col Bambino e i santi Ambrogio e Carlo Borromeo, 1604, Pinacoteca del Castello Sforzesco, Milano
- Madonna col Bambino in gloria e i santi Rocco, Francesco e Sebastiano, 1604, 360x270, Pinacoteca del Castello Sforzesco, Milano
- Sant'Antonio abate scaccia il demonio, 1605, 300x190, chiesa di Sant'Alessandro della Croce, Bergamo
- Madonna del Rosario tra i santi Domenico e Caterina da Siena, 1605, chiesa dei Santi Bartolomeo e Stefano di Bergamo,
- Trinità, 1606, 260x160, chiesa di San Defendente, Romano di Lombardia
- Trinità tra Maria Maddalena e san Bernardo abate, 1606, 250x150, chiesa di San Defendente, Romano di Lombardia
- Madonna col Bambino tra i santi Ambrogio, Carlo Borromeo, Agnese e Giovanni Battista, 327x210, oratorio di Sant'Ambrogio, Redecesio, quartiere di Segrate,
- Madonna col Bambino in trono e santi, 1611, chiesa di Santa Maria Assunta, a Vertova
- Orazione di Cristo nell'orto, 1609, 400x400, Chiesa di Santa Maria della Passione Milano,
- Flagellazione di Cristo, 1609, 400x400, Santa Maria della Passione, Milano
- Madonna del Rosario tra i santi Francesco, Domenico, Rosa da Lima e Orsola, 1609, 230x138, chiesa di San Giorgio Fiorano al Serio
- Diana e Callisto, 1610, 125x156, Credito Bergamasco, Bergamo
- Santa Francesca Romana e l'angelo  nella chiesa di San Vittore al Corpo, Milano;
- Sant'Alessandro rovescia le tavole degli idolatri , 1615, 103x148, Accademia Carrara, Bergamo
- Martirio di sant'Alessandro, 1615, 103x148, Accademia Carrara, Bergamo
- Ritratto di ignoto cavaliere, 1605-1610, collezione privata Mozzate,
- Madonna col Bambino in gloria e tre santi, 1611, 175x250, chiesa di San Martino, Nembro
- San Domneone, 1613, 67x53, Accademia Carrara
- Cristo crocifisso tra due santi e committente, 1615, 300x175, chiesa di San Martino, Nembro
- Madonna col Bambino e santi Simone Stock, Caterina da Siena e Gregorio Magno, Chiesa di Sant'Agata nel Carmine 1616
- Miracolo di san Benedetto, 1620, 220x140, chiesa di Sant'Agata nel Carmine, Bergamo
- Madonna col Bambino e i santi Domenico e Caterina da Siena per la chiesa dei Santi Nazaro e Celso a Brienno
- Martirio di sant'Agata, 1620, 220x140, chiesa di Sant'Agata nel Carmine, Bergamo
- Cardinale Cornaro benedice la prima pietra della basilica di Sant'Alessandro in Colonna, 1621, 300x135, basilica di Sant'Alessandro in Colonna
- Traslazione della santa Casa e santi, 1622 santuario della Madonna di Loreto e conservato Chiesa di San Martino di Cenate Sotto
- Trasfigurazione di Gesù, 1621, chiesa di San Salvatore, Fino del Monte (BG)
- Martirio di sant'Alessandro, 1623, abside della basilica di Sant'Alessandro in Colonna,
- Pietà, 1622 santuario della Madonna della Gamba, Desenzano al Serio di Albino;
- Deposizione di Cristo dalla Croce, 1624, 300x185, santuario Madonna del Pianto, Albino
- Madonna col Bambino in gloria e i santi Lupo, Esteria, Grata, Caterina d'Alessandria, Scolastica, Benedetto e Lorenzo, 1623, chiesa di Santa Grata in Columnellis
- Adorazione dei Magi, 57x63, 1624, accademia Carrara,
- Madonna col Bambino e i santi Gregorio Magno e Carlo Borromeo, 1625, 220x160, chiesa di San Gregorio Magno, Gromo.
- Madonna il gloria con Bambino e i santi patroni di Bergamo chiesa di San Vittore, Terno d'Isola.
- Adorazione dei Magi,  chiesa di San Martino, Nembro
- Deposizione dalla Croce,  chiesa di San Martino, Nembro
- Fuga in Egitto, chiesa di San Martino, Nembro
- Visita di Maria ad Elisabetta,  chiesa di San Martino, Nembro
- Padre Eterno,  chiesa di San Martino, Nembro
- Natività di Maria Vergine,  chiesa di San Martino, Nembro
- Morte di Maria Vergine,  chiesa di San Martino, Nembro
- Sacra Famiglia,  chiesa di San Martino, Nembro
- Sposalizio di Maria Vergine,  chiesa di San Martino, Nembro
- I 15 misteri del Rosario, chiesa di San Martino, Nembro